# Le Four à plâtre
Le Four à plâtre est un tableau de Théodore Géricault, réalisé vers 1821-1822. Il est exposé au Musée du Louvre.

## Origine
L'acquisition par le musée date de 1849. Selon les informations disponibles sur la plaquette de présentation à côté de l'œuvre, Géricault, dans ses dernières années, fut actionnaire d'une fabrique de pierre artificielle située à Montmartre ; ce tableau pourrait être en rapport avec cette activité.